# レオニード・マシーン

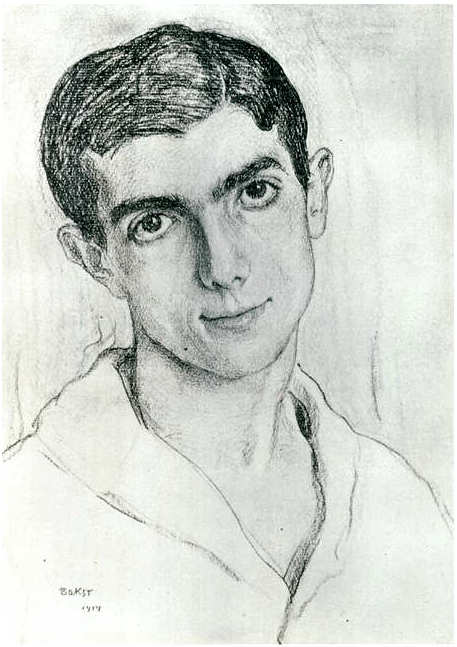
レオニード・マシーン

レオニード・マシーン （Léonide Massine, 1896年8月9日 モスクワ - 1979年 3月15日 西ドイツ） はロシア出身のバレエダンサー・振付家。本名はレオニート・フョードロヴィチ・ミャーシン （露: Леони́д Фёдорович Мя́син, Leonid Fyodorovich Myasin ）。
モスクワのボリショイ劇場附属学校に学び、卒業後は同劇場バレエ団に所属したが、1914年にモスクワ訪問中のセルゲイ・ディアギレフに見出され、バレエ・リュス（ロシア・バレエ団）に入団、ディアギレフに解雇されたニジンスキーが踊る予定であった『ヨゼフの伝説』（音楽：リヒャルト・シュトラウス、振付：ミハイル・フォーキン）でデビュー、以後、ニジンスキーに代わる花形男性ダンサーとなった。
1915年から1921年まで同団の首席振付師を務め、『パラード』（1917年）、『風変わりな店』、『三角帽子』（1919年）、『プルチネルラ』（1920年）などの作品を手がけ、それまでのバレエ・リュスに見られなかったコミカルな振付、スペイン風の振付を行った。
1921年に同団のダンサー、ヴェラ・サヴィーナとの恋愛がきっかけでバレエ・リュスを追われるが、1925年に復帰。『鋼鉄の歩み』（1927年）、『オード』（1928年）などの先端的な作品を振り付けた。
ディアギレフの死によりロシア・バレエ団が空中分解すると、マシーンはバレエ・リュス・ド・モンテカルロ（モンテカルロ・ロシア・バレエ団）にかかわり、バレエ界を再び活性化させるのに力を入れた。バレエ映画「赤い靴」（1948年）と「ホフマン物語」（1951年）に出演した。
ケルンもしくはヴェストファーレン州ヴェーゼケ・バイ・ボルケンにて他界。